# Composition minéralogique
La composition minéralogique d'une roche est la liste des proportions des différents minéraux qui la constituent. Elle peut s'exprimer en fractions massiques (% pds) ou en fractions volumiques (% vol), selon qu'elle est obtenue par séparation des minéraux ou par l'observation de sections de la roche. Dans ce dernier cas, le plus fréquent, on parle aussi de composition modale (les fractions volumiques sont également dénommées modes).
La composition minéralogique et la composition chimique d'une même roche sont liées, mais on ne peut pas déduire l'une de l'autre. Tout au plus peut-on :
- à partir de la composition chimique, calculer une composition minéralogique idéalisée, dite normative (en), basée sur la nature des minéraux qui « devraient » être présents (à l'équilibre et dans certaines conditions de température et pression) et sur une simplification de leurs compositions respectives ;
- à partir de la composition minéralogique, et si l'on a mesuré la composition chimique des différents minéraux, calculer la composition chimique de la roche, mais c'est sans grand intérêt pratique[b] ;
- si l'on a mesuré la composition chimique des minéraux et celle de la roche (dite parfois roche totale), calculer la composition minéralogique (en % pds)[c],[1].